# Dmitri Wladimirowitsch Wassiljew
Dmitri Wladimirowitsch Wassiljew (russisch Дмитрий Владимирович Васильев; * 8. Dezember 1962 in Leningrad) ist ein ehemaliger sowjetischer Biathlet und zweifacher Olympiasieger.
Bei den Olympischen Winterspielen 1984 in Sarajevo gewann er mit der sowjetischen Staffel den Lauf über 4 × 7,5 km. Den Einzellauf über 20 km beendete er auf Platz 32. Vier Jahre später bei den Olympischen Winterspielen in Calgary wiederholte er den Triumph mit der sowjetischen Staffel und gewann seine zweite Goldmedaille. Im Einzellauf über 10 km kam er auf den 9. Platz.
1986 konnte er außerdem bei den Biathlon-Weltmeisterschaften in Oslo mit der Staffel die Goldmedaille gewinnen und ein Jahr später bei den Weltmeisterschaften in Lake Placid ebenfalls mit der Staffel die Silbermedaille.